# San Francisco Film Critics Circle Awards 2013

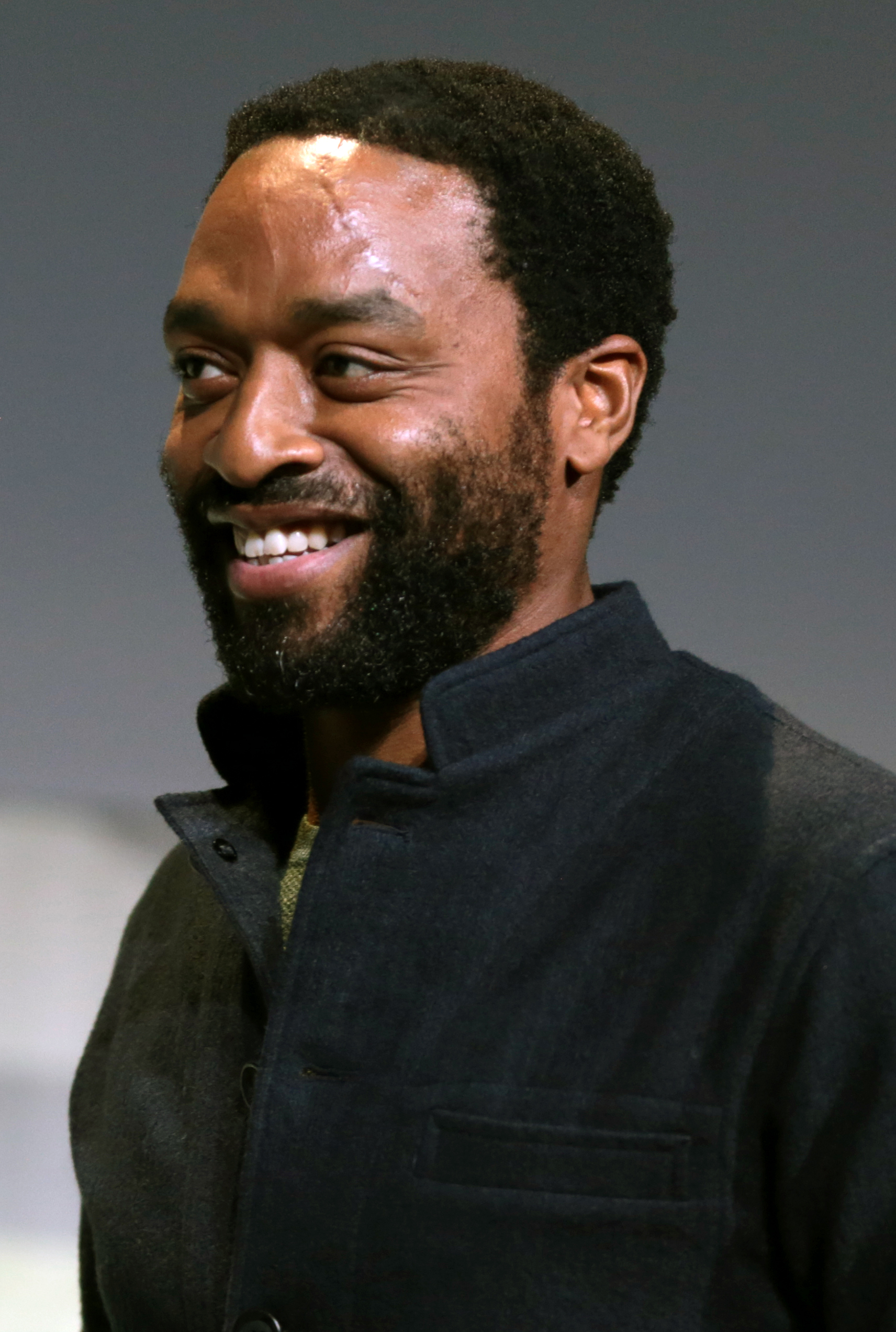
Chiwetel Ejiofor, vítěz v kategorii nejlepší mužský herecký výkon v hlavní roli

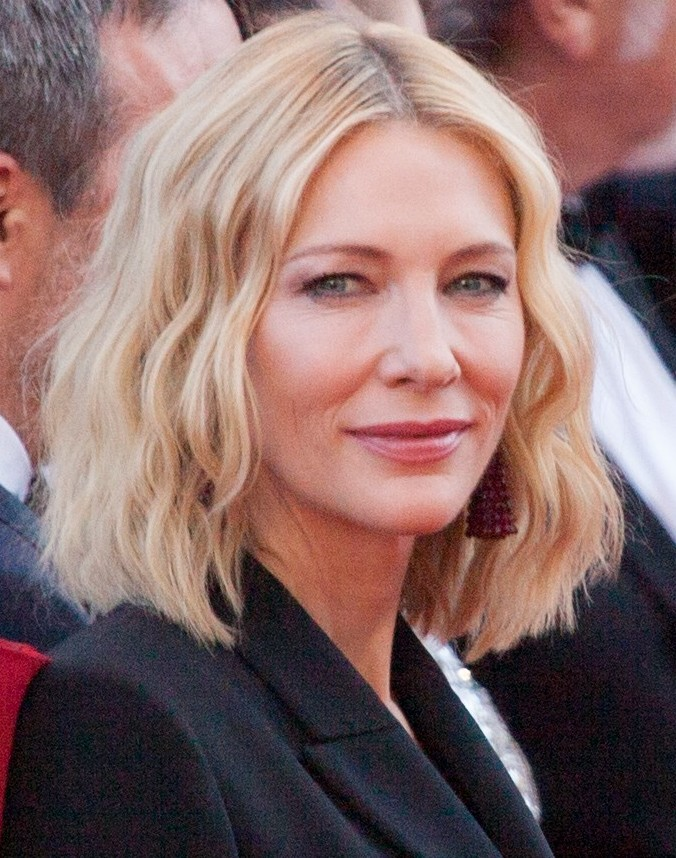
Cate Blanchett, vítězka v kategorii nejlepší ženský herecký výkon v hlavní roli

Na 12. ročníku udílení cen San Francisco Film Critics Circle Awards byly předány ceny v těchto kategoriích dne 15. prosince 2013.

## Vítězové
- Nejlepší film: 12 let v řetězech
- Nejlepší režisér: Alfonso Cuarón – Gravitace
- Nejlepší původní scénář: David O. Russell a Eric Warren Singer – Špinavý trik
- Nejlepší adaptovaný scénář: John Ridley – 12 let v řetězech
- Nejlepší herec v hlavní roli: Chiwetel Ejiofor – 12 let v řetězech
- Nejlepší herečka v hlavní roli: Cate Blanchettová – Jasmíniny slzy
- Nejlepší herec ve vedlejší roli: James Franco – Spring Breakers
- Nejlepší herečka ve vedlejší roli: Jennifer Lawrenceová – Špinavý trik
- Nejlepší animovaný film: Ledové království
- Nejlepší cizojazyčný film: Život Adele (Rakousko, Francie, Německo)
- Nejlepší dokument: Způsob zabíjení

- Nejlepší kamera: Emmanuel Lubezki – Gravitace
- Nejlepší střih: Alfonso Cuarón a Mark Sanger – Gravitace
- Nejlepší výprava: Andy Nicholson – Gravitace
- Ocenění Marlon Riggs: Ryan Coogler – Fruitvale
- Speciální ocenění: Computer Chess